# فورد کاپری
فورد کاپری (Ford Capri) خودرویی در کلاس فست‌بک کوپه از محصولات فورد اروپا است که از نوامبر ۱۹۶۸ تا دسامبر ۱۹۸۶ تولید شده‌است. طراحی این خودرو توسط فیلیپ تی. کلارک انجام شده‌است که در طراحی فورد ماستنگ نفش داشت. در اولین نسل این خودرو از اجزای مکانیکی فورد کورتینا Mk2 استفاده شد و به‌عنوان معادل اروپایی فورد ماستنگ طراحی شد. کاپری برای فورد سودآور بود و حدود ۱٫۹ میلیون دستگاه از آن فروخته شد. جانشین این خودرو به‌طور رسمی اعلام نشد، اما با عرضهٔ نسل دوم فورد پروب این خودرو به‌طور غیرمستقیم جانشین کاپری شد.
فورد این خودرو را با شعار «فورد کاپری، خودرویی که همیشه به خودت قول می‌دادی» عرضه کرد. مجلهٔ بریتانیایی خودرو کاپری را «نسخهٔ کشیده شدهٔ کورتینا» خواند.

## نگارخانه

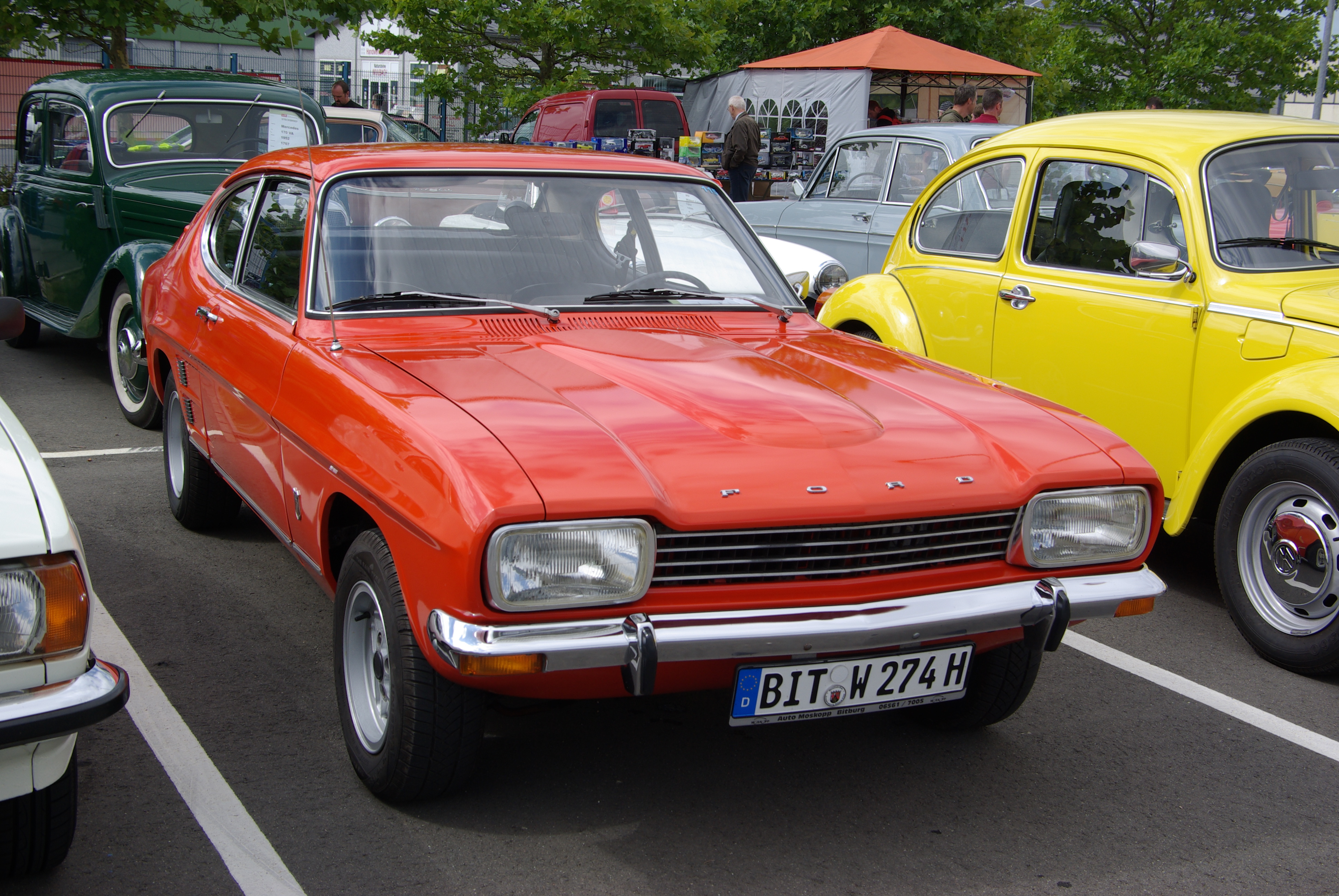
1973 فورد کاپری "مارک 1 فیس لیفت"
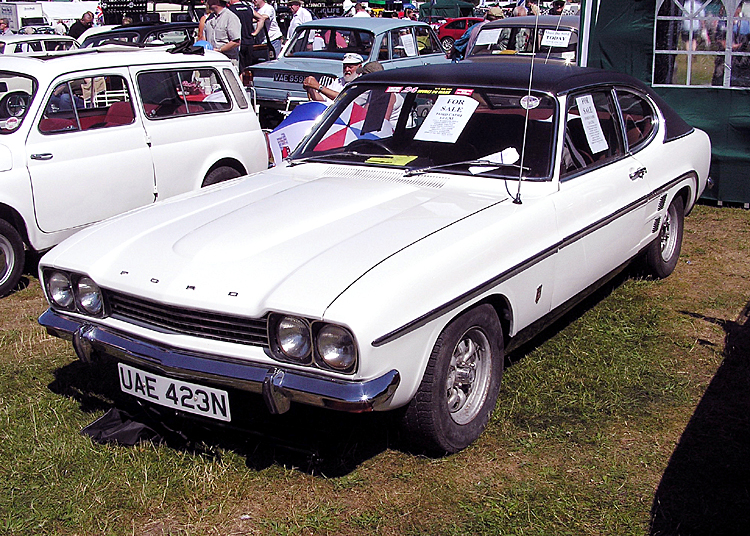
فورد کاپری 3000 GXL "مارک 1 فیس لیفت" 1974